# نوكيا لوميا 920
نوكيا لوميا 920 هو هاتف ذكي طورته نوكيا يعمل بنظام التشغيل ويندوز فون 8. أعلن في 5 سبتمبر 2012 وصدر لأول مرة في 2 نوفمبر 2012.

## مميزات
1. كاميرا عالية الدقة
2. شاشة عالية الوضوح
3. تصميم عصري
4. متوفر بالوان عديده
5. نظام تشغيلي الأول من نوعه

## وصلات خارجية
سعر ومواصفات Nokia Lumia 920، موقع جوال بلس